# Korba
Korba är en stad i den indiska delstaten Chhattisgarh och är centralort i ett distrikt med samma namn. Folkmängden beräknades till cirka 400 000 invånare 2018.